# Peter Kalafút
Peter Kalafút (* 19. Oktober 1960 in Kežmarok) ist ein ehemaliger slowakischer Handballspieler und derzeitiger -trainer. Er nahm für die tschechoslowakische Nationalmannschaft an den Olympischen Sommerspielen 1992 teil. Aktuell trainiert Kalafút den Frauen-Handballregionallisten BV Garrel.

## Spielerkarriere
Kalafút spielte in der Tschechoslowakei für den HC Hlohovec, Dukla Prag und Lokomotiva Trnava. Mit Trnava wurde er tschechoslowakischer Landesmeister. Kalafút bestritt 30 Länderspiele für die tschechoslowakische Nationalmannschaft. Höhepunkt war die Teilnahme an den Olympischen Sommerspielen 1992 mit dem Erreichen des 9. Platzes. 1992 schloss sich Kalafút dem TV Kirchzell, der damals in der Regionalliga Südwest spielte, an. 1995 wechselte er zur SG VTB/Altjührden. Sein Abschiedsspiel bestritt Kalafút am 12. Mai 1999.

## Trainerkarriere
Beim TV Kirchzell fungierte Kalafút als Spielertrainer. Nachdem Kirchzell 1995 knapp den Aufstieg in die 2. Bundesliga verpasst hatte, wechselte Kalafút zur Saison 1995/96 als neuer Trainer zur SG VTB/Altjührden, welche gerade aus der 2. Bundesliga in die Regionalliga abgestiegen war. Kalafút, weiterhin auch als Spieler aktiv, formte ein Team, welches sich nach einem schwachen ersten Jahr in der Folge in der Spitzengruppe der Regionalliga Nord etablieren und 1999 den Wiederaufstieg in die 2. Bundesliga feiern konnte. Unter Kalafút wechselte der spätere deutsche Nationaltorhüter Johannes Bitter von der HSG Neuenburg/Bockhorn nach Altjührden. Ende 1999 kündigte Kalafút überraschend fristlos seinen Vertrag, obwohl der Aufsteiger zu diesem Zeitpunkt mit 15:13 auf Tabellenplatz fünf gut dastand; Kalafút gab an, dass er die Mannschaft nicht mehr motivieren könne.
Nach einem kurzen Gastspiel bei der SG Werratal übernahm Kalafút 2002 das Traineramt beim Frauen-Handballbundesligisten VfL Oldenburg. 2005 wechselte Kalafút zurück zur SG VTB/Altjührden, wo er bis April 2011 erneut die Erste Herrenmannschaft und später im Juniorenbereich coachte. 2016 zog er sich als Trainer zurück.
Kalafút übernahm zur Saison 2021/22 den Frauen-Drittligisten BV Garrel, den er im Oktober 2021 verließ.

## Privates
Kalafút ist gelernter Diplom-Sportlehrer und Elektrotechniker. Seine Söhne Lukas und Dominik sind ebenfalls als Handballer aktiv.